# Rudolf Uhlenhaut

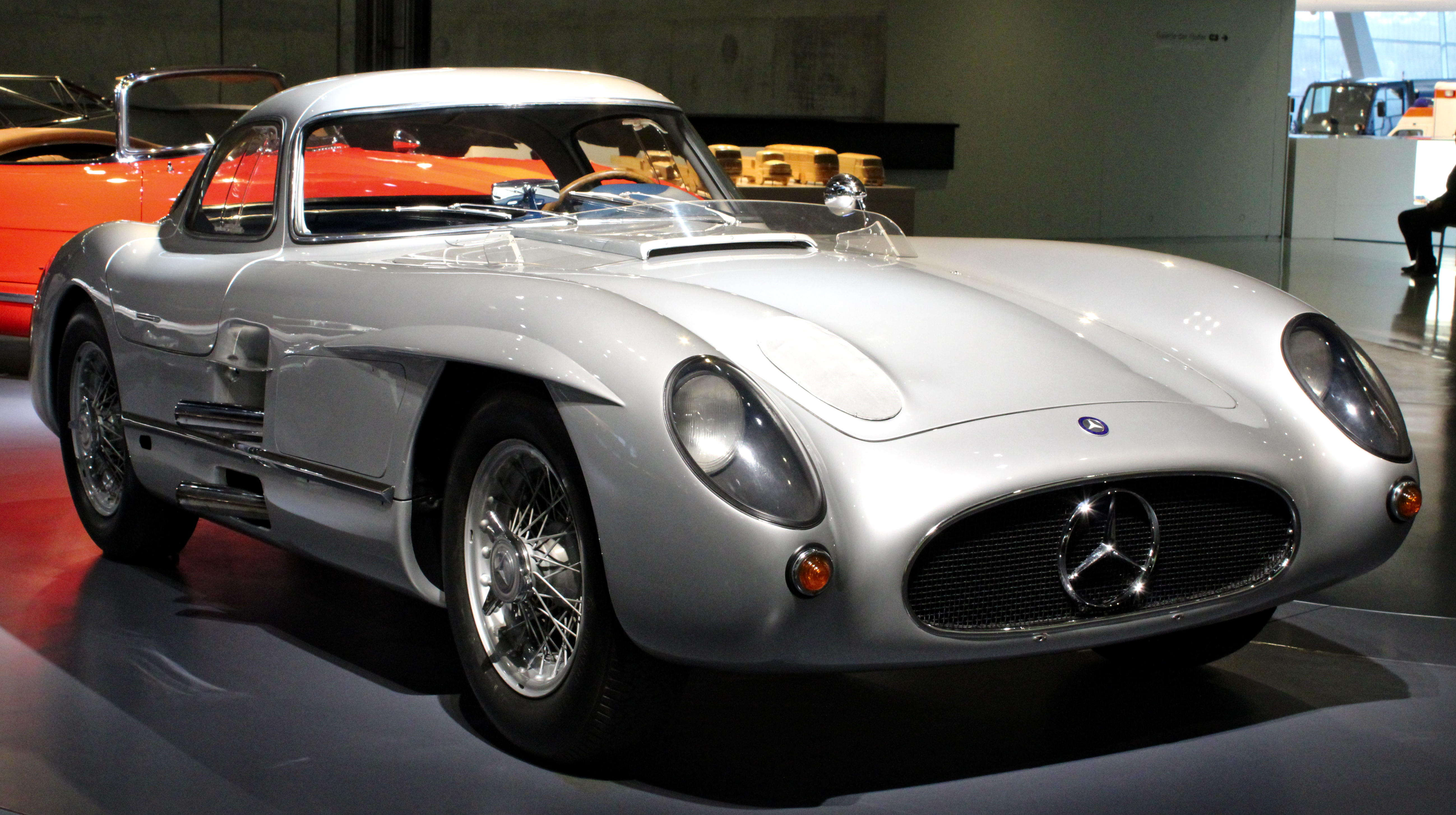
El cupé 300SLR de Uhlenhaut, en el museo Mercedes-Benz de Untertürkheim.

Rudolf Uhlenhaut (15 de julio de 1906 - 8 de mayo de 1989) fue un ingeniero anglo-alemán y ejecutivo de Mercedes-Benz. Tuvo una larga asociación con el programa de carreras de la firma en las décadas de 1930 y 1950, y es conocido por su versión de carretera del coche de carreras Mercedes-Benz 300 SLR de 1955, conocido como el Uhlenhaut Cupé.

## Primeros años
Uhlenhaut nació en Londres, el segundo de cuatro hijos, en 1906, cuando su padre Max Uhlenhaut, nacido en Alemania, estaba destinado como director de la sucursal de Londres del Deutsche Bank. Su madre, Hilda Brice, era inglesa. Asistió a la Tollington School en Muswell Hill. Al estallar la Primera Guerra Mundial en 1914, la familia se mudó a Bruselas y después a Bremen. En 1926 ingresó en la Universidad Técnica de Múnich para estudiar ingeniería, época en la que pudo pasar mucho tiempo en los Alpes bávaros dedicado al esquí, una de sus grandes aficiones.

## Carrera
En 1931, Uhlenhaut se incorporó a Mercedes-Benz, trabajando a las órdenes de Fritz Nallinger en el desarrollo del Mercedes 170V. En 1936 asumió el liderazgo del departamento de coches de carreras. Auto Union había dominado la temporada de Grandes Premios de 1936, superando al envejecido Mercedes-Benz W25. Como piloto talentoso por derecho propio, pudo detectar las deficiencias del chasis y la suspensión, aunque nunca corrió de manera competitiva, ya que era necesario por sus habilidades de ingeniería. El reemplazo del W25, el Mercedes-Benz W125, solucionó las deficiencias del chasis y la suspensión y fue mucho más potente. Dominó la temporada de 1937, siendo el coche de Gran Premio más potente hasta la aparición de los motores turboalimentados a principios de la década de 1980. En 1938, los cambios en las reglas exigieron un nuevo automóvil para la temporada de 1938, el Mercedes-Benz W154.
Con el estallido de la Segunda Guerra Mundial, desapareció el equipo de carreras, y Uhlenhaut, quien debido a su doble nacionalidad fue mantenido bajo constante vigilancia por la Gestapo, encontró un puesto en el diseño y desarrollo de los motores de aviación de Daimler-Benz, especialmente en el Daimler-Benz DB 603. Después del cese de las hostilidades, fundó una pequeña empresa de transporte, utilizando camiones de la antigua Wehrmacht alimentados con gas metano. Más adelante estableció contactado con un viejo amigo, Mayor de los Reales Ingenieros Eléctricos y Mecánicos (REME), quien lo contrató para trabajar en proyectos de reconstrucción.

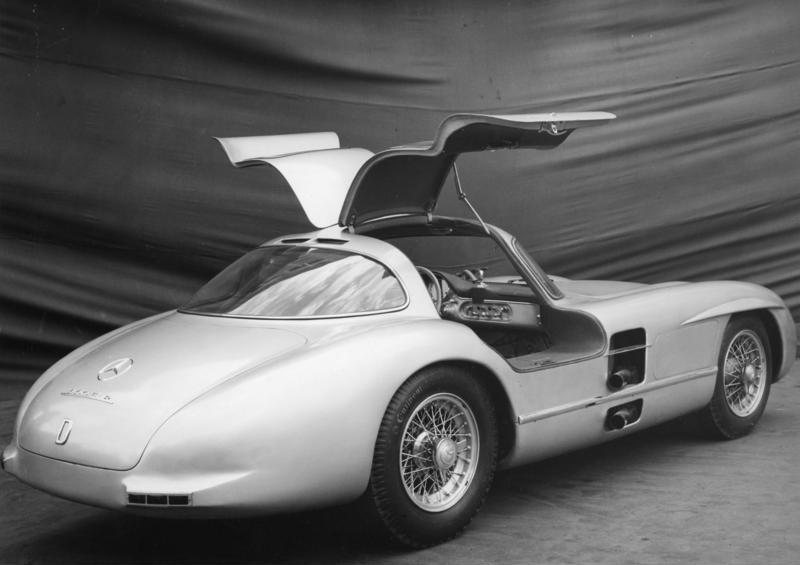
Las puertas en ala de gaviota fueron una característica distintiva del Uhlenhaut Cupé.

Habiendo regresado a Mercedes-Benz en 1948, en 1952 diseñó el coche de carreras Mercedes-Benz W194 "300SL" basado en el motor y el chasis de la limusina Mercedes-Benz W186. El automóvil, de relativamente poca potencia, logró un éxito sorprendente, ganando importantes carreras de coches deportivos como las 24 Horas de Le Mans, e inspiró el Mercedes-Benz 300 SL "300SL Gullwing" de 1954.
El Mercedes-Benz W196 ganó el Campeonato de F1 en 1954 y 1955. Uhlenhaut superó incluso los tiempos de Juan Manuel Fangio en las sesiones de prueba.
Basado en el modelo deportivo Mercedes-Benz 300 SLR de 1955, Uhlenhaut creó un híbrido SLR/SL de carretera. Capaz de acercarse a 290 km/h (180 mph), el 300 SLR Uhlenhaut Cupé se ganó fácilmente la reputación de ser el automóvil de carretera más rápido de la época. Circula la historia de que Uhlenhaut, que llegaba tarde a una reunión, recorrió la autopista de Múnich a Stuttgart en poco más de una hora, un viaje de 220 km que hoy en día dura unas dos horas y media.
Rudolf Uhlenhaut, que nunca tuvo un automóvil propio, se retiró en 1972. Más adelante en su vida necesitó audífonos, posiblemente debido a los daños causados por sus ruidosos automóviles. Murió en Stuttgart el 8 de mayo de 1989.